# LastPass
LastPass est un  gestionnaire de mots de passe freemium qui enregistre de manière sécurisée des mots de passe existants ou générés dans un compte privé du nuage du même nom. Disponible pour smartphones et module d'extension pour navigateur web, LastPass utilise la méthode de chiffrement AES-256.

## Vue d'ensemble
Les mots de passe dans LastPass sont protégés via un mot de passe personnel, chiffré localement et synchronisé dans le compte associé sur le nuage LastPass. LastPass inclut une fonctionnalité de remplissage automatique des informations de comptes  et de formulaires en ligne. LastPass permet  de générer des mots de passe, ainsi que le partage d'information entre utilisateurs[réf. nécessaire].

## Histoire
Le 2 décembre 2010, LastPass a acquis Xmarks, le synchroniseur de compte du navigateur web Firefox. La technologie de gestion de mots de passes de LastPass a été incluse dans la fonctionnalité d'« identité et vie privée » d'une application de la société de sécurité informatique Webroot. L'ensemble des informations concernant la licence et les accords utilisateurs n'ont pas été divulguées bien que LastPass soit de sources fermées, Sameer Kochhar, l'équipe devait s'attendre à ce que l'interface utilisateur de LastPass devienne open source un jour.
Le 12 juin 2015, Last Pass est l'objet d'un piratage. Des informations personnelles auraient été dévoilées.
Le 9 octobre 2015, LastPass est acquis par la société LogMeIn pour 125 millions de dollars US ; l'entreprise est intégrée de pair avec un produit similaire, Meldium, acquis également par LogMeIn. L'acquisition a lieu dans un climat mitigé par les utilisateurs qui se plaignaient d'avoir une mauvaise expérience avec les produits LogMeIn[source insuffisante].
Le 3 février 2016, LastPass change de logo. Le précédent, contenant un gros caractère astérisque, avait donné lieu à un procès par la marque E-Trade début 2015, dont le logo contenait aussi le même caractère,,.
Courant mars 2016, LastPass annonce un nouveau service de double authentification.
En février 2021, LastPass restreint l'utilisation gratuite de son application, il est désormais obligatoire de payer un abonnement pour pouvoir avoir accès à ses mots de passe sur mobile et sur ordinateur. Cependant, il est encore possible de choisir si on veut avoir accès sur mobile ou bien sur ordinateur.
En août 2022, LastPass annonce une intrusion dans son système d'information. Différentes analyses se succèdent avant que LastPass évoque en décembre 2022 que des données sensibles ont fuité en clair,.

### Logiciels similaires
- Bitwarden
- KeePass
- 1Password